# Kinnor
Kinnor ( en hebreo כִּנּוֹר, pronunciado "kinor", plural "kinorot") es el nombre en idioma hebreo de un antiguo instrumento de cuerda traducido como "arpa". Se trata de una lira hebrea portátil de 5 a 9 cuerdas, similar a las que también encontramos en Asiria. Era el instrumento predilecto para acompañar el canto en el Templo durante la época de los reyes (2 Crónicas 5:12). El kinnor tenía un sonido que provocaba inmediatamente la alegría. Se asemeja al arpa egipcia de 10 cuerdas. También es llamado arpa de David.
En hebreo moderno se usa esta palabra para el violín.